# Rodolfo Gucci

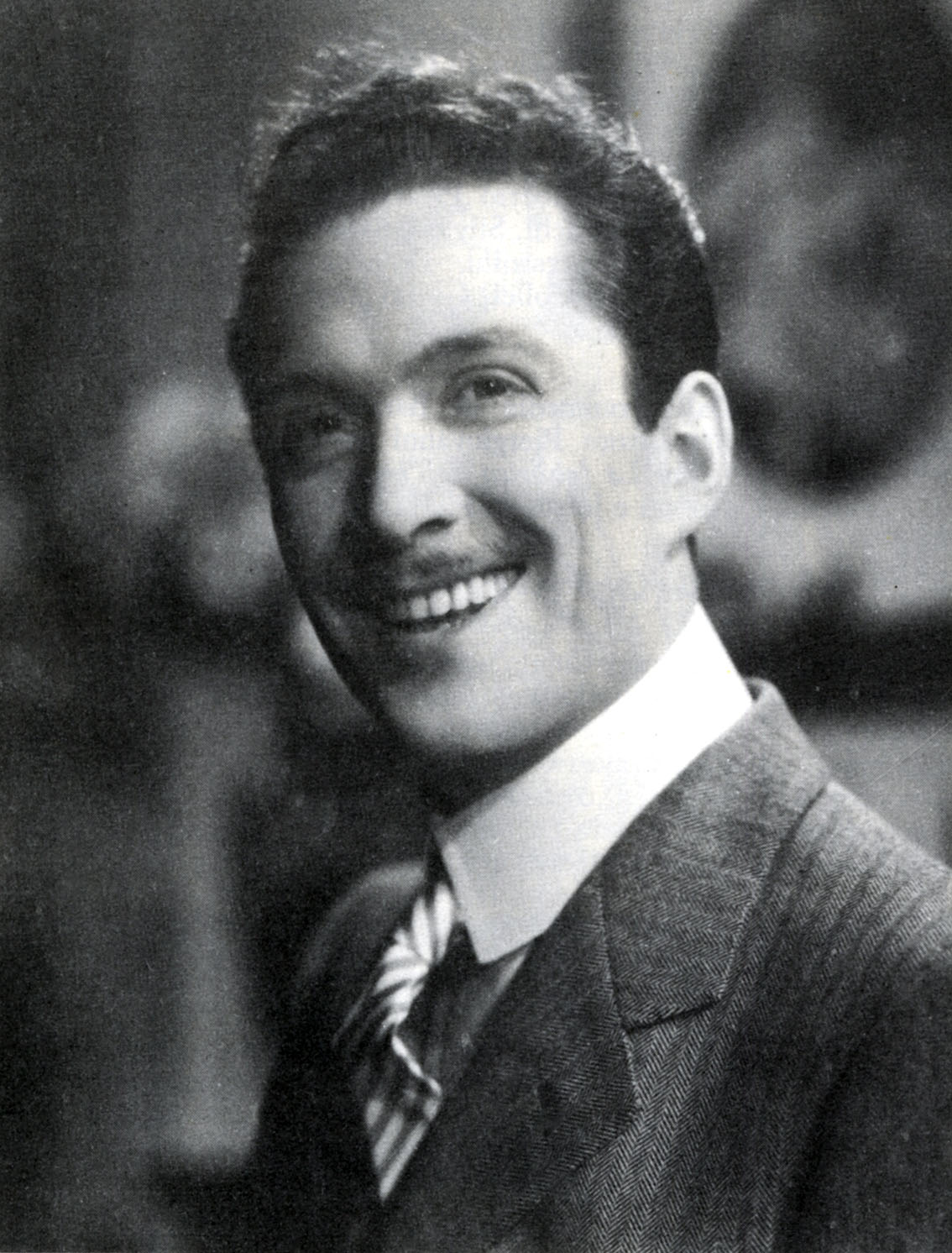
Maurizio D’Ancora

Rodolfo Gucci (* 16. Juli 1912 in Florenz; † 15. Mai 1983 in Mailand), auch bekannt unter seinem Künstlernamen Maurizio D’Ancora, war ein italienischer Schauspieler und Unternehmer, der zwischen 1929 und 1946 in knapp 40 Filmen mitwirkte.

## Leben
Rodolfo Gucci wurde 1912 als jüngster Sohn von Aida Calvelli und Guccio Gucci in Florenz geboren. Er hatte eine Schwester und drei Brüder sowie einen Halbbruder, der aus einer vorehelichen Verbindung seiner Mutter stammte. Sein Vater besaß ein kleines Lederwarengeschäft in der Innenstadt von Florenz. Das gut gehende Geschäft expandierte zu einer der bekanntesten Marken für Lederwaren in der Stadt und war unter dem Namen Gucci bald in ganz Italien bekannt.
Nach dem Besuch des humanistischen Gymnasiums kümmerte sich Rodolfo zusammen mit seinen Brüdern um das väterliche Geschäft. Als Schauspieler wurde er von dem Regisseur Alfred Lind entdeckt, der ihm im Sommer 1928 seine erste Rolle im Film Ragazze non scherzate! gab, in dem auch Leda Gloria mitspielte. Im Jahr darauf ging er mit 17 Jahren nach Rom. Dort lernte er den Regisseur Mario Camerini kennen, der ihm die männliche Hauptrolle in dem Stummfilm Schienen neben Käthe von Nagy anbot. Sein Vater lehnte die Schauspielerkarriere seines Sohnes ab und zwang Rodolfo einen Künstlernamen anzunehmen, damit der Name Gucci nicht in Verbindung mit dem Filmgeschäft gebracht werde.
Unter seinem von Camerini ausgewählten Pseudonym Maurizio D’Ancora sollte er schließlich seinen Durchbruch als Schauspieler schaffen. Als ironische und burleske Charakterfigur machte er sich bald einen Namen in italienischen Kinofilmen, vor allem in Komödien. In den Folgejahren arbeitete er mit einer Reihe von bedeutenden Regisseuren seiner Zeit zusammen, wie Jack Salvatori und Amleto Palermi. In dem 1932 gedrehten Film La vecchia signora von Palmeri zählten Emma Gramatica, Vittorio De Sica und Camillo Pilotto zu seinen Kollegen. 1934 spielte er als einziger professioneller Schauspieler im in Murano mit Laien gedrehten Film Il canale degli angeli seines Freundes Francesco Pasinetti. Es folgten weitere Interpretationen unter dem Regisseur Guido Brignone 1935 im Film Ginevra degli Almieri und 1936 in Nozze vagabonde und L’antenato. 1937 spielte er unter der Regie von Nunzio Malasomma in Nina non far la stupida stasera und im Jahr darauf in der Komödie Nonna Felicita von Mario Mattòli. 1939 drehte er insgesamt sechs Filme unter den Regisseuren Mario Baffico, Mario Camerini, Gennaro Righelli, Raffaello Matarazzo und Esodo Pratelli.
Als Maurizio D’Ancora konnte er seine Karriere auch im Zweiten Weltkrieg noch fortsetzen, da er für die Dreharbeiten von seinem Militärdienst beim italienischen Generalstab befreit war. Nach dem Abzug der deutschen Truppen und dem Zusammenbruch der italienischen Sozialrepublik im Frühjahr 1945 zog er sich voller Schulden nach Venedig zurück. Dort hatte er im Jahr zuvor die Schauspielerin Sandra Ravel geheiratet, die er 1933 bei den Dreharbeiten zu Al buio insieme kennengelernt hatte. Aus der Ehe ging 1948 das einzige Kind, Maurizio, hervor, benannt nach dem Künstlernamen seines Vaters.
In Venedig überredete ihn sein Bruder Aldo, in das Familienunternehmen zurückzukehren. 1946 trat er unter Carmine Gallone in seinem letzten Film auf. Nach 36 Kinofilmen war er als Schauspieler im Kino der Nachkriegszeit nicht mehr gefragt, was seinen Abschied erleichterte. 1948 wurde er Mitglied des Verwaltungsrates bei Gucci und übernahm die Firmenanteile seines Halbbruders Ugo, der aus einer Beziehung seiner Mutter vor ihrer Heirat mit Gucci entstammte. Rodolfo wurde als Direktor das Geschäft in der Via Monte Napoleone in Mailand anvertraut. Mailand war nach Florenz und Rom die dritte italienische Stadt in der Gucci ein Ladengeschäft eröffnet hatte. 1949 zog Rodolfo Gucci zu diesem Zweck nach Mailand um. Zusammen mit seinem Bruder Aldo strebte er gegen den Willen des Vaters den Ausbau des Unternehmens auch außerhalb Italiens an. 1952 reiste Rodolfo mit seinen Brüdern Aldo und Vasco nach New York City. Nur zwei Wochen vor dem Tod ihres Vaters eröffneten sie in New York City das erste Geschäft außerhalb Italiens.
In den 1960er Jahren expandierte Gucci stark und es wurden zahlreiche Ladengeschäfte eröffnet. 1967 entstand eine große Produktionsstätte in Scandicci in der Toskana. In dieser Zeit machte Rodolfo Gucci sich als Schöpfer von Schals einen Namen. 1967 kreierte er den Gucci-Flora-Schal für Grace Kelly.
Nach dem Tod ihres Bruders Vasco Gucci im Jahr 1974 teilten Rodolfo und Aldo das Unternehmen zu gleichen Teilen unter sich auf. Aldos Söhne waren jedoch der Meinung, dass Rodolfo nicht genug zum Wachstum des Unternehmens beigetragen hatte. Um seine Gewinne zu steigern, gründete Aldo eine Parfüm-Tochtergesellschaft, die zu 80 Prozent ihm und seinen drei Söhnen gehörte. Diese Rivalität führte schließlich zu einer Familienfehde.

### Tod und Vermächtnis
Rodolfo Gucci starb 1983 in Mailand. Nach seinem Tod erbte sein Sohn Maurizio Gucci seine Mehrheitsbeteiligung am Unternehmen und wurde Mehrheitsaktionär. Nach einem fast sechs Jahre dauernden Rechtsstreit um die Kontrolle über Gucci gegen Aldo Gucci wurde Maurizio Gucci 1989 zum Vorsitzenden der Gucci-Gruppe ernannt. Maurizio Gucci hatte keine Erfahrung im Geschäftsleben und 1993 befand sich das Unternehmen in einer schwierigen wirtschaftlichen und kreativen Lage. In diesem Jahr trat Maurizio Gucci zurück und verkaufte seinen verbleibenden Anteil an Investcorp, wodurch die Verbindung der Familie Gucci mit dem Unternehmen beendet wurde. 1995 wurde Maurizio Gucci von einem Auftragskiller niedergeschossen. Im Jahr 1998 wurde seine Ex-Frau Patrizia Reggiani als Auftraggeberin des Mordes verurteilt.

## Filmografie (Auswahl)
- 1929: Schienen (Rotaie)
- 1929: Ragazze non scherzate
- 1931: Figaro e la sua gran giornata
- 1931: La vecchia signora
- 1932: Venere
- 1932: Cinque a zero
- 1933: Al buio insieme
- 1933: Treno popolare
- 1933: Il canale degli angeli
- 1935: Quei due
- 1935: Freccia d'oro
- 1935: Milizia territoriale
- 1935: Ginevra degli Almieri
- 1936: L'ambasciatore
- 1938: Nonna Felicita
- 1939: Terra di nessuno
- 1939: Batticuore
- 1939: Il documento
- 1939: La notte delle beffe
- 1940: Don Pasquale
- 1940: Centomila dollari
- 1943: L'avventura di Annabella
- 1943: La zia di Carlo
- 1943: Inviati speciali

## Im Film
In dem Film House of Gucci (2021) wird Rodolfo Gucci vom britischen Schauspieler Jeremy Irons gespielt.